# 恋愛中毒
『恋愛中毒』（れんあいちゅうどく）は、山本文緒の小説、および同作を原作としたテレビドラマである。

## 小説
1998年角川書店刊。第20回吉川英治文学新人賞受賞作。

## テレビドラマ
2000年1月20日から3月16日まで毎週木曜日21:00 - 21:54に、テレビ朝日系の「木曜ドラマ」枠で放送された。

### キャスト
水無月 美雨
演 - 薬師丸ひろ子
翻訳家志望で英語に堪能。弁当屋で働いている所を創路功二郎に気に入られ関係を持ってしまい、なりゆきから彼の事務所の社員となる。恋愛にのめり込むと回りが見えなくなる。藤谷直樹の元妻。
創路 功二郎
演 - 鹿賀丈史
テレビにも出演する人気作家だが、どうしようもなく女にだらしない。
荻原 映一
演 - 岡本健一
杏林出版の社員。美雨と藤谷の大学時代の同級生。美雨に対して単なる友情以上の何かがあるらしい。
久保 陽子
演 - 櫻井淳子
創路功二郎の秘書で愛人、創路の事務所を一人で切り盛りしている。美雨と創路が同じベッドにいる所を見ても平然としている芯の強い女性。美雨の秘密を探るために荻原に近づく。
藤谷 直樹
演 - 寺脇康文
美雨の元夫。
藤谷 理沙
演 - 加藤貴子
藤谷 直樹の再婚相手、妊娠中。
創路のばら
演 - 宮本裕子
創路功二郎の妻、大金持ちのお嬢様で一見すると天真爛漫。愛犬を「陽子」と名付けている。
鈴木 千花
演 - 吉井怜
創路の事務所に所属している女子高生のタレント。愛人のうちの一人。
照井 美代子
演 - 余貴美子
銀座のクラブのママで創路の愛人のうちで一番の古株。
合田 ナナ〈19〉
演 - 野波麻帆
創路と前妻との間にできた娘。幼いころに両親が離婚してからは母親に引き取られ、父親の創路とはそれ以来電話で話すだけで直接会ったことはない。
八木 塔子
演 - 奥貫薫
美雨と結婚していた時の藤谷の浮気相手。
その他出演者
銀粉蝶、金田直、小松千春（第1話）、大浦龍宇一（第1話）、正名僕蔵（第1話）、高林由紀子（第7話）、田村義晃、井上夏葉、須永千重ほか

### スタッフ
- 原作：山本文緒
- 脚本：中園ミホ
- チーフプロデューサー：黒田徹也（テレビ朝日）
- プロデューサー：大久保なみ（テレビ朝日）、志村彰、次屋尚（MMJ）
- 演出：国本雅広、瀧川治水
- 主題歌：「Love holic」薬師丸ひろ子
- 挿入歌：「彼方まで」RK Standard feat. Risa
- 協力：バル・エンタープライズ、東宝ビルト、多摩スタジオ、ザ・チューブ
- 制作：テレビ朝日、MMJ

### サブタイトル
1. 愛さずにはいられない 12.4%
2. 再び恋におちた罰 9.8%
3. 私全部告白します 10.6%
4. 別れた夫との再会 8.5%
5. あなたの子なの？ 8.5%
6. あなたを奪い返す 7.0%
7. 妻がキレる瞬間 8.1%
8. 最大のミステイク 8.5%
9. 決断 11.2%